# Same (Timor Oriental)
Same (pronunciado Sah-mayo) es una ciudad en el mismo subdistrito en el interior de Timor Oriental, 81 km al sur de Dili, la capital del país. Lo mismo tiene una población de 25.000 y es la capital de distrito de Manufahi, que era conocido como el mismo distrito en Timor portugués.

## Historia
Durante el período colonial portuguesa del distrito fue nombrado después de Same, su capital. En el momento del Estado Novo , el lugar en Vila Filomeno da Câmara fue renombrado en honor al exgobernador de Timor portugués Filomeno da Câmara de Melo Cabral .
Después de la independencia de Timor Oriental de Indonesia, la ciudad fue casi completamente destruida por las milicias indonesias; un proyecto de reconstrucción denominado Amigos de Same está ayudando a reconstruir la ciudad, junto con enviados de la ONU. Durante la Oriental crisis de Timor Oriental de 2006, la Batalla de Same se llevó a cabo en el centro y afuera de la pequeña ciudad.

## Geografía
La ciudad está situada en el interior de la isla 49 km al sur de la capital provincial de Dili, a una altitud de 384 m, al sur de la montaña Cabalaki (Foho Kabulaki). El centro está situado en el Suco Letefoho en la que se encuentran los distritos Ria-Lau (Rialau) Manico 1, 2 Manico, Cotalala (Kotalala), Rai-UBO (Raiubu) y Akadiruhun. Los suburbios Manikun, Lia-Nai (Lianai), Maibuti (Maihuti), Raimera (Raimerak), Searema (Scarema, Serema), Uma-Liurai (Umaliurai, Umahurai), Nunu-Fu (Nunufu), Babulo und Lapuro (Laiuru) están en el Suco Babulo. Un camino por tierra conduce desde el mismo a Maubisse en el norte y en el sur Betano. Una rama conduce a Alas y Welaluhu en el Este. [4] Los dos Sucos se clasifican como "urbana". Igual tiene 11.258 habitantes (2010).

## Infraestructura
Hay un preescolar, seis escuelas primarias, tres escuelas secundarias y una escuela pre-secundaria. También hay una estación de policía, un helipuerto y un centro de salud de la comunidad. Desde el antiguo edificio del mercado, sólo los muros de hormigón se dejan ya de su destrucción por los indonesios. También en ruinas es la antigua Iglesia Católica. Sin embargo, ya había sido destruida en la Segunda Guerra Mundial por los japoneses.

## Organización
Lo mismo se divide en ocho Sucos: Babulo (Babulu) Betano, Dai-Sua (Daisua, Daisula) Grotu (gratu) Holarua, Letefoho, Rotuto (Rotutu) y Tutuluro. Letefoho y Babulo se clasifican como urbanos. Al noreste son los Subdistritos Turiscai y Fatuberlio, al este del subdistrito de Alas. En el noroeste y oeste limita con el mismo Ainaro District con sus subdistritos Maubisse, Hatu-Builico y Hato-Udo. Al sur se encuentra el Mar de Timor. El sistema fluvial Caraulun atraviesa el norte del mismo antes de que se abre como un río fronterizo a Ainaro en el Mar de Timor. Su afluente más importante, el Sui, sigue la frontera noreste de Alas y Fatuberlio. En su boca es la pequeña Quelun, el río que forma la frontera de Alas en el sur. El subdistrito tiene Mismas 27 554 habitantes (2010, 2004: 26 066). El grupo de lengua más grande consiste en los hablantes de la lengua nacional Bunak. La edad media es de 18,3 años (2010, [1] 2004: 18,2 años). Administrador del subdistrito es Adão Mendes (abril de 2010). El 66% de los hogares en el mismo crecerá mandioca, 65% de maíz, 52% de coco, 54% de vegetales, 44% del café y el 15% de arroz. En 2010, los habitantes de la Sucos Holarua, Grotu, Dai-Sua y Rotuto quejaron de que constantemente sufren de escasez de alimentos debido a que sus suelos no son suficientemente productivas. En Rotuto, campos también han sido destruidas por las tormentas y los deslizamientos de tierra.

## Época del Imperio del Manufai y dominio portugués
gual fue la capital del Imperio de Manufahi. Boaventura, el Liurai de Manufahi y su padre Duarte (1895-1912), llevó varias revueltas importantes contra la antigua potencia colonial portugués. En este momento Boaventura unido varios reinos de Timor en el movimiento de resistencia más grande, que los portugueses se reunió con durante el período colonial. Fue sólo durante la rebelión de Manufahi en 1911-1912 que Boaventura fue finalmente derrotado y capturado, durante el levantamiento en Betano, por las tropas de Timor y portugués-africanos leales de Mozambique, e incluso a veces de Angola. Murió poco después en la isla de Atauro . Fuentes de Timor Oriental estiman que en la última revuelta de 15.000-25.000 personas murieron y muchos miles más fueron capturados y encarcelados.
En el área de Suco de hoy de Dai-Sua, una de las masacres más grandes de la historia colonial portugués ocurrió el agosto de 1912. Sobre 3.000 hombres, mujeres y niños murieron.
Durante la Segunda Guerra Mundial Timor portugués fue ocupada por los japoneses. Durante la batalla de Timor, las tropas australianas ofrecen resistencia a través de la guerra de guerrillas . Los reinforcments australianos llegaron a través del Puerto de Betano . El destructor australiano HMAS Voyager se perdió aquí. La iglesia católica de Same, cuyas ruinas permanecen, fue destruido durante la ocupación.
Durante la guerra civil entre el FRETILIN y UDT en los últimos días del régimen colonial portugués, el 11 de agosto de 1975, la mayoría de los residentes de Letefoho huyeron de sus hogares a las montañas. Temían secuestro por la UDT después de la matanza de los partidarios del FRETILIN en Wedauberek (Alas subdistrito).

## Época de la Invasión Indonesia
En 1975 los indonesios entraron en Timor Oriental. Por 10 1976 habían ocupado las ciudades más importantes, como el mismo.
El 20 de agosto de 1982 combatientes atacaron el Falintil Hansip Indonesia en Rotuto. Esto fue parte de la sublevación Cabalaki, en el que varias bases de Indonesia en la región fueron atacados simultáneamente. Los indonesios inmediatamente envió tropas a la región. Las casas fueron incendiadas, las escuelas cerradas, y las mujeres y niños obligados a montar guardia en un puesto militar. Además, se trataba de reubicación forzada, incendios, saqueos y la violación. Combatientes Falintil y una gran parte de la población huyó de la zona
En 1999, la ciudad de Same fue casi totalmente destruido por las milicias pro-indonesias, durante la agitación general, tras el referéndum de independencia de Timor Oriental.

## República Independiente
En 2001 Boroondara (Estado de Victoria, Australia) fundó los Amigos de Same, que apoya proyectos de ayuda en la región. La batalla del mismo , como parte de la crisis de Timor Oriental 2006 , dio lugar a los australianos asegurar con éxito el compuesto objetivo y derrotar a la pequeña fuerza rebelde peticionario liderado por Alfredo Reinado , antes de que el asalto fue suspendida por el gobierno de Timor Oriental.
El 1 de marzo de 2007, el líder rebelde Alfredo Reinado fugitivo llegó al mismo, junto con 150 hombres de la ISF de Australia, incluyendo los soldados. Se le unieron Gastão Salsinha, y Leonardo Isaac, otro líder de los soldados rebeldes y el miembro del parlamento del Partido Social Demócrata (PSD) - para prestar asistencia. Un centenar de residentes huyeron. El 4 de marzo el ejército australiano, con el apoyo de helicópteros y vehículos blindados, irrumpieron en el lugar. Cinco rebeldes murieron allí, mientras que ninguno de los australianos resultaron heridos. Reinado escapó, al igual que Gastão Salsinha y sus hombres. Leonardo Isaac resultó ileso. Fueron capturados Algunos rebeldes. Cuatro días más tarde, alrededor de diez casas en el pueblo cercano Searema fueron destruidos durante una operación de búsqueda la noche por soldados australianos en busca de Reinado. El ejército australiano niega la destrucción y afirma que sólo había daños menores, de los cuales los soldados más tarde ayudó en la reparación. Soldados australianos también llevaron a cabo una búsqueda agresiva en el pueblo de Sasaneh. Muebles sufrió daños y los residentes fueron detenidos con las manos levantadas.
El antiguo mercado de Same fue destruida por el ejército indonesio y en 2010 aún no ha sido reconstruido.